# Knut Steen
Knut Steen (Oslo, 19 de noviembre de 1924 – Sandefjord, 22 de septiembre de 2011) fue un escultor noruego. Steen vivió en Sandefjord la mayor parte de su vida y dedicó algunos de trabajos como el de Monumento a la caza de ballenas a la ciudad. Muchas de sus esculturas pueden ser vistos en el Midtåsen Sculpture Park, un parque dedicado a Steen a la antigua villa de Anders Jahre en Sandefjord.

## Biografía
Steen era el hijo mayor de cuatro hermanos, fruto de la pareja de Johannes Steen (1895–1983) y Jenny Charlotte Huseby (1895–1976). Cuando era niño, padeció de tuberculosis antes de someterse a una cirugía pulmonar mayor en 1951. Entró en la Academia Noruega de artesanía e Industria del Arte (Statens Håndverks- og Kunstindustriskole) en 1944 y al siguiente año en la Academia Noruega de Bellas Artes (Statens kunstakademi). Entre sus profesores se incluyen personalidades como Stinius Fredriksen y Per Palle Storm.
Steen se asocia muchas veces por su trabajo en la Academia de Bellas Artes junto a la de Per Palle Storm. Quizás una de sus obras más conocidas es la del Monumento a la caza de ballenas (Hvalfangstmonumentet), una pieza de bronce localizada en el puerto de Sandefjord. El monumento que representa cuatro figuras estilizadas de balleneros con remos en un bote abierto se dio a conocer por primera vez en 1960.
En 2000, fue el encargado de crear la estatua de Olaf V de Noruega, que fue objeto de una gran polémica. El gran coste de la estatua (2 millones de coronas), Steen basó su estatua en una foto del rey con atuendo militar y lo representó en una pose seria con el brazo derecho levantado. Esto provocó la ira de los críticos, que lo compararon con estatuas similares de dictadores. Por ello, el Ayuntamiento de Oslo rechazó el proyecto y fue instalado posteriormente en Gulen.

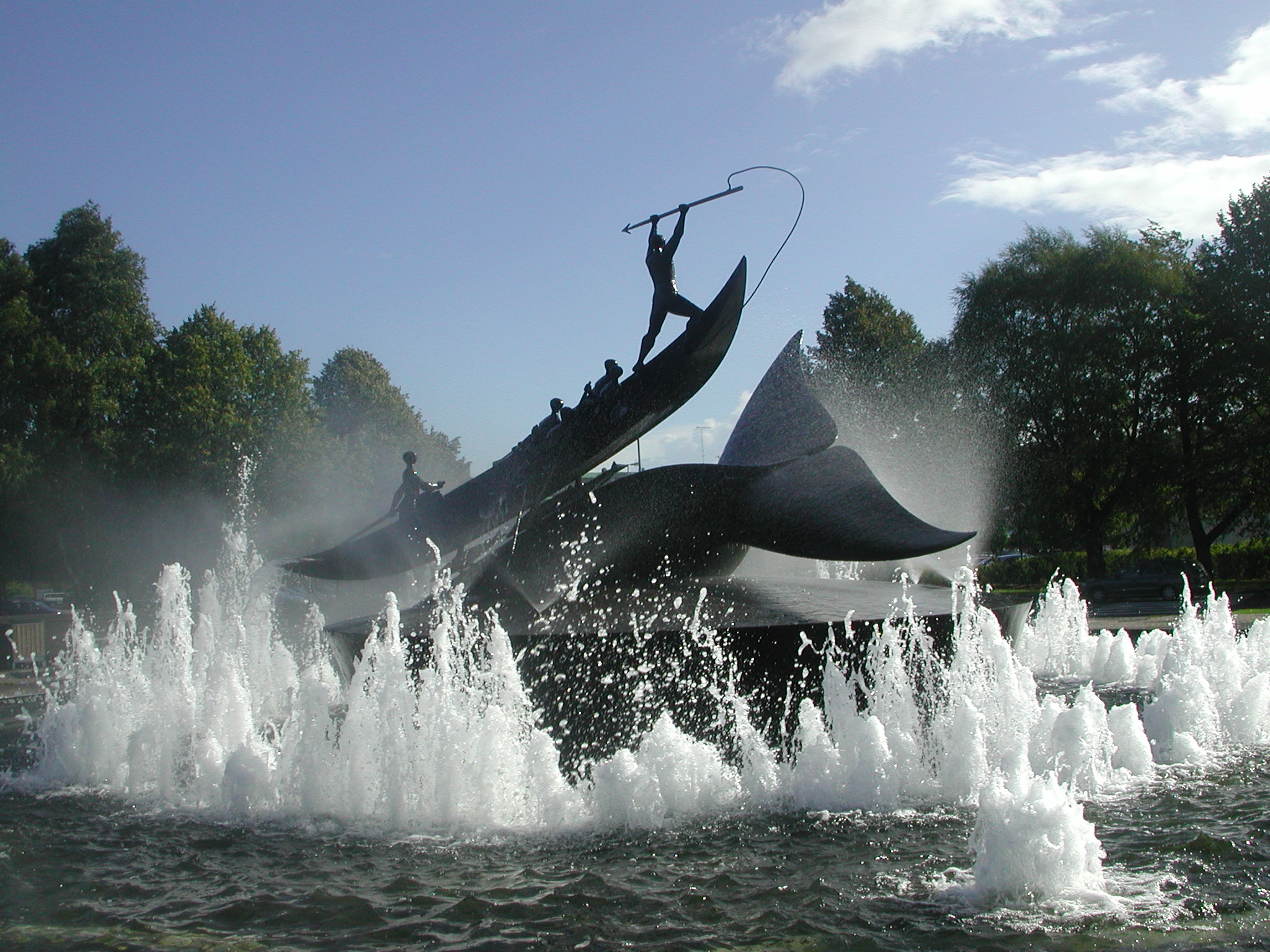
Monumento de las Ballenas (Hvalfangstmonumentet) en Sandefjord

Steen vivió y trabajó en Pietrasanta, Italia desde 1973. Murió en Sandefjord en septiembre de 2011. La Fundación Knut Steen (Knut Steens Venneforening) ha fomentado el desarrollo del Pabellón Knut Steens en Midtasen Sculpture Park en Sandefjord, que presenta obras de Steen en mármol y bronce. La fundación también ha abierto su estudio en Pietrasanta al público.

## Selected works
- Monument to Fredrik Paasche, Jardín de la Universidad, Oslo, 1950
- Monument to Rudolf Nilsen, Plaza Rudolf Nilsens, Oslo, 1953
- Whaler's Monument , Sandefjord, 1960
- Landscape Pan, Gjøvik 1966
- Nike, Tromsø Maskinistskole, Tromsø, 1967
- Revival history, Hønefoss 1979
- Aurora and Sapfo, Concert Hall, Oslo, 1981
- Aurora, Edificio Gubernamental, Oslo, 1982
- Fantastico, Sandvika 1985
- Drømmersken, mármol, Ekebergparken, Oslo, 1992
- Olav Kyrre, Bergen 1998
- King Olav 5, granito, 2006